# Championnat d'Angleterre de football de deuxième division 1892-1893
Navigation
Édition suivante
La saison 1892-1893 est la première saison du championnat d'Angleterre de football de deuxième division. En 1892 la FA absorbe la Football Alliance. Cela entraine une restructuration des compétitions avec la constitution d’une deuxième division. Les trois meilleures équipes de la Football Alliance intègrent la première division, mais toutes les autres équipes plus Darwen reléguée après le championnat précédent forment la deuxième division.
Small Heath remporte la compétition mais échoue à se qualifier pour la première division car il est battu par Newton Heath qui avait terminé dernier. À l'opposé, Sheffield United et Darwen FC deuxième et troisième de la deuxième division gagnent leurs matchs de barrage et montent dans l'élite anglaise. Le meilleur buteur est Fred Wheldon avec 24 buts.

## Les clubs de l'édition 1892-1893
| Club                | Ville             |
| ------------------- | ----------------- |
| Ardwick AFC         | Manchester        |
| Bootle FC           | Bootle            |
| Burslem Port Vale   | Burslem           |
| Burton Swifts       | Burton upon Trent |
| Crewe Alexandra     | Crewe             |
| Darwen FC           | Darwen            |
| Grimsby Town        | Cleethorpes       |
| Lincoln City        | Lincoln           |
| Northwich Victoria  | Northwich         |
| Sheffield United    | Sheffield         |
| Small Heath         | Birmingham        |
| Walsall Town Swifts | Walsall           |

## Compétition

### Classement
| Rang | Équipe              | Pts | J  | G  | N | P  | Bp | Bc | Diff |
| ---- | ------------------- | --- | -- | -- | - | -- | -- | -- | ---- |
| 1    | Small Heath         | 36  | 22 | 17 | 2 | 3  | 90 | 35 | +55  |
| 2    | Sheffield United    | 35  | 22 | 16 | 3 | 3  | 62 | 19 | +43  |
| 3    | Darwen FC           | 30  | 22 | 14 | 2 | 6  | 60 | 36 | +24  |
| 4    | Grimsby Town        | 23  | 22 | 11 | 1 | 10 | 42 | 41 | +1   |
| 5    | Ardwick AFC         | 21  | 22 | 9  | 3 | 10 | 45 | 40 | +5   |
| 6    | Burton Swifts       | 20  | 22 | 9  | 2 | 11 | 47 | 47 | 0    |
| 7    | Northwich Victoria  | 20  | 22 | 9  | 2 | 11 | 42 | 58 | -16  |
| 8    | Bootle FC           | 19  | 22 | 8  | 3 | 11 | 49 | 63 | -14  |
| 9    | Lincoln City        | 17  | 22 | 7  | 3 | 12 | 45 | 51 | -6   |
| 10   | Crewe Alexandra     | 15  | 22 | 6  | 3 | 13 | 42 | 69 | -27  |
| 11   | Burslem Port Vale   | 15  | 22 | 6  | 3 | 13 | 30 | 57 | -27  |
| 12   | Walsall Town Swifts | 13  | 22 | 5  | 3 | 14 | 37 | 75 | -38  |

|  | Vainqueur de la deuxième division et matchs de barrage pour l'accession |
|  | Retrait de la compétition                                               |
|  | Obligation de passer par une élection : réélu                           |

### Test matches
Les trois derniers de la première division affrontent les trois premiers de la deuxième division. Si le club de première division remporte la confrontation il restera pour la saison 1893-1894 dans l'élite. Si le club de deuxième division remporte la confrontation, il pourra alors poser candidature pour participer à la première division. La promotion n'est donc pas obligatoire en cas de victoire.
Les matchs se jouent sur terrain neutre sans prolongation ni tirs au but. En cas de match nul, le match est rejoué.
| 22 avril 1893 | Small Heath | 1-1 | Newton Heath | Victoria Ground     |                     |
|               |             | (–) |              | Spectateurs : 4 000 | Spectateurs : 4 000 |

| 27 avril 1893 | Newton Heath | 5-2 | Small Heath | Olive Grove         |                     |
|               |              | (–) |             | Spectateurs : 6 000 | Spectateurs : 6 000 |

Newton Heath remporte la confrontation et se maintient en première division anglaise.
| 22 avril 1893 | Darwen FC | 3-2 | Notts County | Hyde Road           |                     |
|               |           | (–) |              | Spectateurs : 5 000 | Spectateurs : 5 000 |

Darwen FC bat Notts County et accède à la première division après un vote positif des clubs inscrits au championnat.
| 22 avril 1893 | Sheffield United | 1-0 | Accrington FC | Castle Ground       |                     |
|               |                  | (–) |               | Spectateurs : 6 000 | Spectateurs : 6 000 |

Sheffield United bat Accrington Stanley et accède à la première division après un vote positif des clubs inscrits au championnat. De son côté Accrington abandonne toute volonté de disputer la deuxième division et se retire du football professionnel.